# Lac Betsiamites
Lac Betsiamites är en sjö i Kanada.   Den ligger i regionen Saguenay–Lac-Saint-Jean och provinsen Québec, i den östra delen av landet, 500 km nordost om huvudstaden Ottawa. Lac Betsiamites ligger 658 meter över havet. Arean är 3,9 kvadratkilometer. Den ligger vid sjöarna  Lac Le Breton och Lac Le Marié. Den sträcker sig 3,8 kilometer i nord-sydlig riktning, och 2,9 kilometer i öst-västlig riktning.
I omgivningarna runt Lac Betsiamites växer i huvudsak blandskog. Trakten runt Lac Betsiamites är nära nog obefolkad, med mindre än två invånare per kvadratkilometer.